# 5pb.
5pb. Inc. (株式会社5pb.?, Kabushiki gaisha 5pb.) è un'azienda produttrice di videogiochi e una casa discografica per videogiochi e musiche di anime. 5pb. è stata creata il 6 aprile 2005 e il suo nome deriva dalla frase "The Five powered & basics.". La compagnia è divisa in due parti: 5pb. Games come sviluppatrice di videogiochi e 5pb. Records come casa discografica.

## Artisti musicali
- Asriel
- Artery Vein
- Afilia Saga East
- Ayane
- Ayumu
- Cyua
- DG-10
- fripSide
- Akiko Hasegawa
- Rina Hidaki
- Asami Imai
- Mio Isayama
- Kanako Itō
- Kaori
- Kicco
- Kokomi
- Riyu Kosaka
- Ui Miyazaki
- Haruko Momoi
- Ayumi Murata
- Nao
- Sakura Nogawa
- Romanxia
- Yui Sakakibara
- Velforest
- Zwei